# Muryeong de Baekje
Muryeong de Baekje (462-523, r. 501-23), también conocido como Sama, fue un rey coreano del siglo VI. Era el 25º rey de Baekje, que era uno de los tres reinos de Corea en la antigüedad. El nombre Muryong significa "paz militar". Es un nombre que recibió después de la muerte.

## Eventos del reinado de Muryeong
Durante el reinado de Muryeong, el reino suroccidental de Baekje se alió con su rival oriental Silla, contra el reino norteño de Goguryeo.
El rey es conocido por expandir sus contactos con China y Japón.

## Después de su muerte

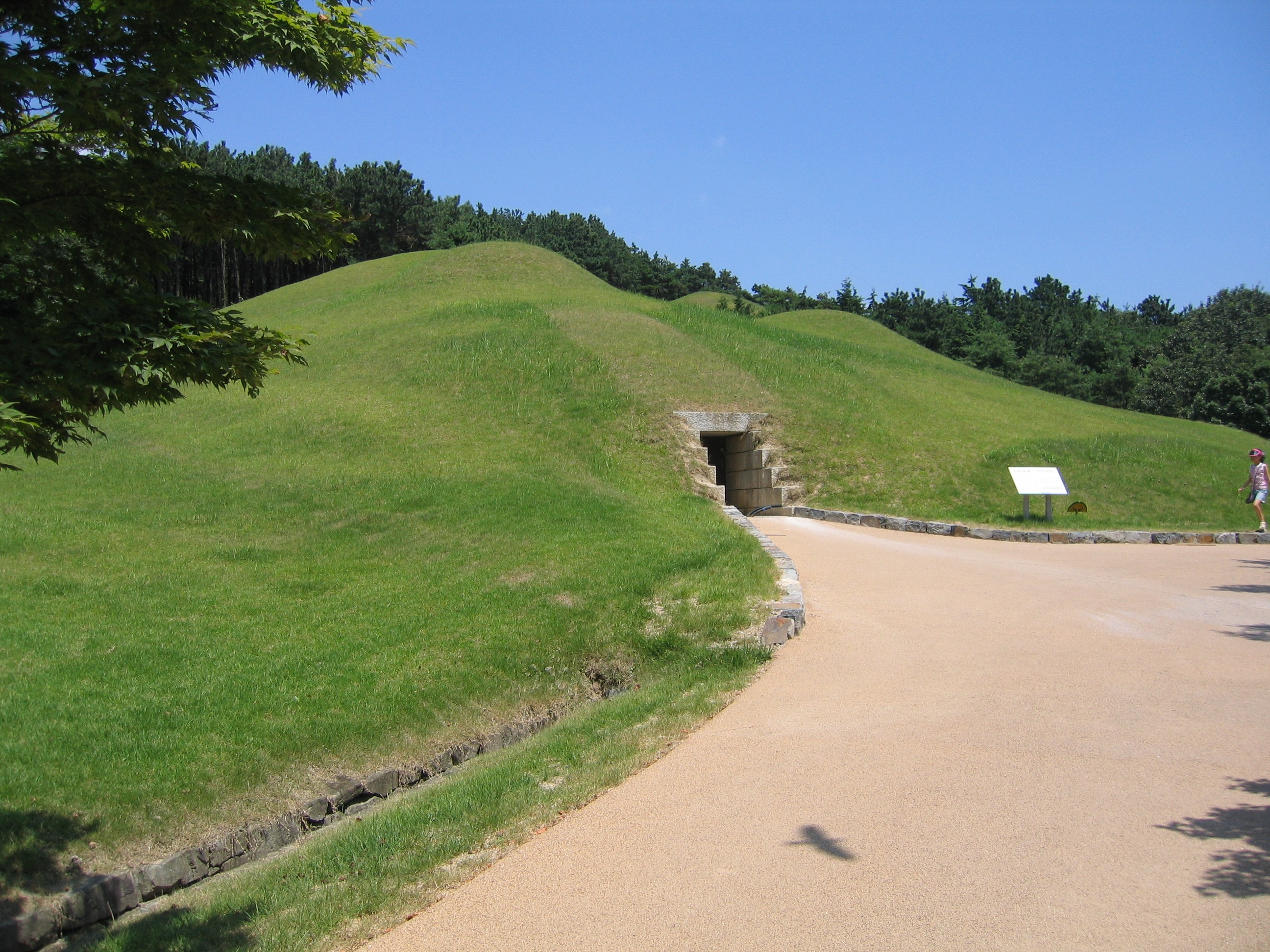
Entrada al túmulo del Rey Muryeong en Gongju.

La tumba de Muryeong se encuentra en Gongju, en la provincia de Chungcheong del Sur. Ha sido estudiado por arqueólogos e historiadores. Esta es la única tumba antigua que ha sido identificada positivamente entre las de este periodo.

## Legado
En 2001, el emperador japonés Akihito reconoció una relación distante con Muryeong. Explicó: "Yo, por mi parte, siento cierta afinidad con Corea, dado que está registrado en las Crónicas de Japón que la madre del emperador Kammu era de la línea del rey Muryong de Baekje".

## Más información sobre la lectura
- Kim, Won-Yong. "Tumba del rey Muryong de la dinastía paekche", Asia Pacífico Trimestral de Asuntos Culturales y Sociales (Seúl) 3:3 (invierno 1971): 34-46.
- Paik, Seung-gil. "Excavación de la tumba del rey Muryong Paekche". Korea Journal 11:8 (agosto 1971): 48-51.

## Otros sitios web
- Yamato (和) y Takano (高野), descendientes del príncipe Junda, hijo de Muryeong. (en japonés)

| Predecesor: Dongseon | Rey de Baekje 501-523 | Sucesor: Seong |

- Datos: Q497878